# Hippodrome de Newmarket

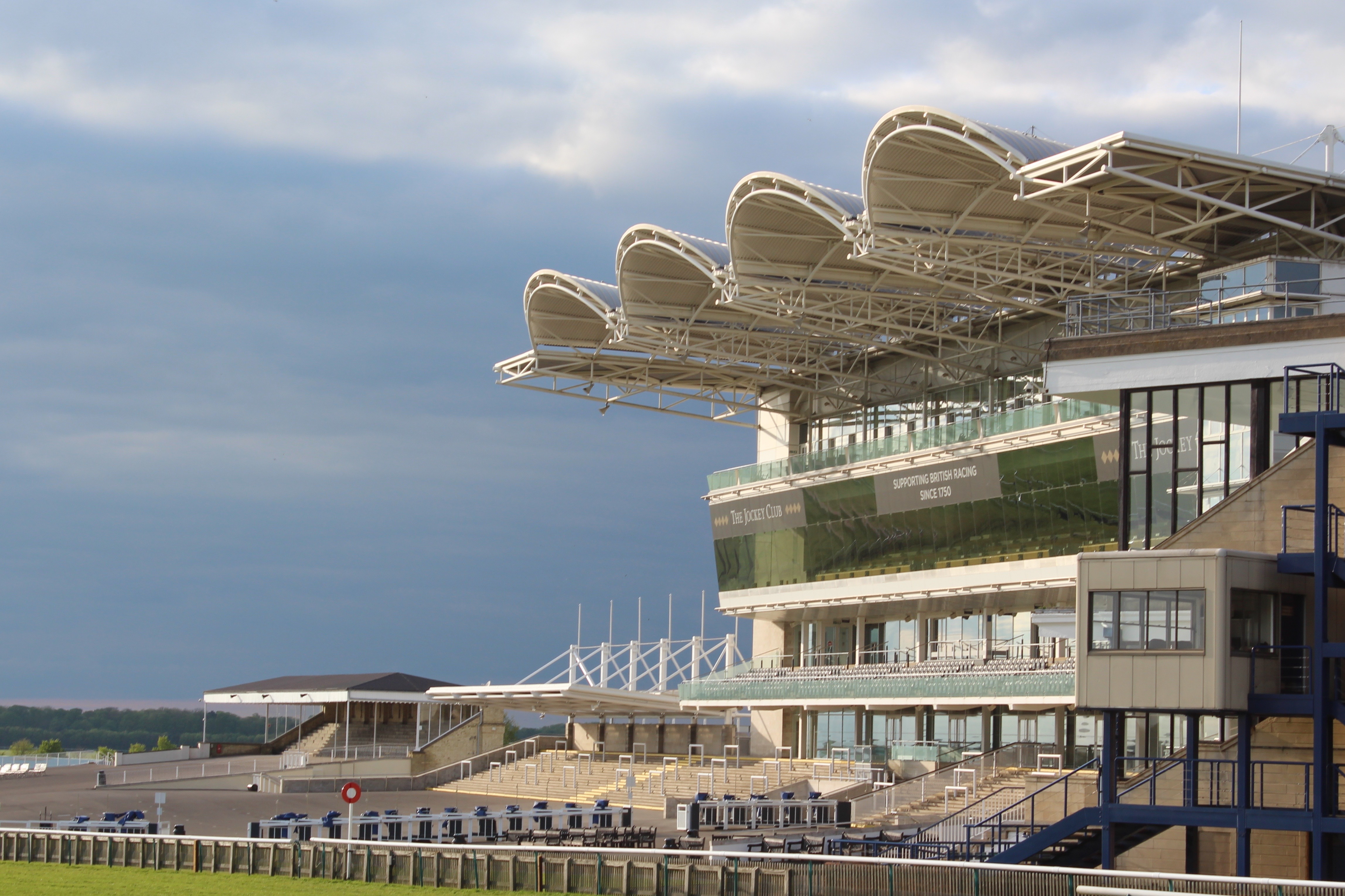
Vue des tribunes et des loges de l'hippodrome de Newmarket

L'hippodrome de Newmarket est un des principaux hippodromes britannique, localisé dans la ville homonyme, dans le Suffolk. Les 2000 Guinées, les 1000 Guinées, les Dewhurst Stakes et plusieurs autres courses majeures y ont lieu. Sur 36 courses de niveau groupe I au Royaume-Uni, 9 se courent à Newmarket.

## Histoire
En 1605, le roi Jacques Ier ordonne la construction du premier hippodrome de Newmarket. À l'origine, les courses ne réunissaient que deux partants sous la forme d'un duel.
Le centre d'entrainement de Newmarket, le plus grand du Royaume-Uni, voit tous les jours 4 000 chevaux être entrainés dans des écuries qui datent pour certaines du XIXe siècle.
Aujourd'hui, les haras et écuries de Newmarket sont prisées par les grandes familles du Moyen-Orient.

## Courses majeures
Neuf courses de niveau groupe I ont lieu annuellement sur l'hippodrome de Newmarket.
| Nom de la course             | Niveau de la course |
| ---------------------------- | ------------------- |
| Feilden Stakes               | Listed Race         |
| European Free Handicap       | Handicap            |
| Nell Gwyn Stakes             | Groupe 3            |
| Abernant Stakes              | Groupe 3            |
| Earl of Sefton Stakes        | Groupe 3            |
| Craven Stakes                | Groupe 3            |
| Jockey Club Stakes           | Groupe 2            |
| 2000 Guinées                 | Groupe 1            |
| Palace House Stakes          | Groupe 3            |
| Newmarket Stakes             | Listed Race         |
| 1000 Guinées                 | Groupe 1            |
| Pretty Polly Stakes          | Listed Race         |
| Dahlia Stakes                | Groupe 3            |
| Fairway Stakes               | Listed Race         |
| Criterion Stakes             | Groupe 3            |
| Sir Henry Cecil Stakes       | Listed Race         |
| Bahrain Trophy               | Groupe 3            |
| Princess of Wales's Stakes   | Groupe 2            |
| July Stakes                  | Groupe 2            |
| Falmouth Stakes              | Groupe 1            |
| Duchess of Cambridge Stakes  | Groupe 2            |
| Superlative Stakes           | Groupe 2            |
| Bunbury Cup                  | Handicap            |
| July Cup                     | Groupe 1            |
| Hopeful Stakes               | Listed Race         |
| Sweet Solera Stakes          | Groupe 3            |
| Somerville Tattersall Stakes | Groupe 3            |
| Princess Royal Stakes        | Groupe 3            |
| Joel Stakes                  | Groupe 2            |
| Fillies' Mile                | Groupe 1            |
| Oh So Sharp Stakes           | Groupe 3            |
| Cambridgeshire Handicap      | Handicap            |
| Sun Chariot Stakes           | Groupe 1            |
| Royal Lodge Stakes           | Groupe 2            |
| Cheveley Park Stakes         | Groupe 1            |
| Challenge Stakes             | Groupe 2            |
| Cesarewitch Handicap         | Handicap            |
| Autumn Stakes                | Groupe 3            |
| Rockfel Stakes               | Groupe 2            |
| Dewhurst Stakes              | Groupe 1            |
| Darley Stakes                | Groupe 3            |
| Middle Park Stakes           | Groupe 1            |
| Zetland Stakes               | Groupe 3            |

## Résultats des chevaux français
Les 2000 Guinées ont été remportés la dernière fois par un cheval français en 2010 avec Makfi. André Fabre a été l'entraineur des trois derniers vainqueurs entrainés en France des Dewhurst Stakes, Xaar (1997), Pennekamp (1994) et Zafonic (1994). Les 1000 Guinées ont été remportées par Miss France en 2014 et Special Duty en 2010.